# Отто Франц Австрийский
Отто Франц Иосиф Карл Людвиг Мария Австрийский (нем. Otto Franz Josef Karl Ludwig Maria von Österreich, 21 апреля 1865, Грац — 1 ноября 1906, Вена) — сын эрцгерцога Карла Людвига и эрцгерцогини Марии Аннунциаты, младший брат эрцгерцога Франца Фердинанда, отец последнего императора Австрии и короля Венгрии Карла I.

## Биография
У Отто был более живой и открытый характер, чем у старшего брата; воспитателям он нравился больше, чем Франц Фердинанд, хотя учился хуже. Отец мальчиков, эрцгерцог Карл Людвиг, также больше любил младшего сына, что привело к напряжённым отношениям между братьями.  Дядя Отто, эрцгерцог Максимилиан, возведённый Наполеоном III на престол Мексики в ходе французской интервенции, в 1866 году рассматривал возможность отречения в пользу кого-нибудь из своих племянников дабы сохранить за Габсбургами корону, однако последовавший вскоре крах режима Второй империи в Мексике и расстрел самого Максимилиана не позволили осуществиться этому плану.
После гибели двоюродного брата кронпринца Рудольфа в 1889 году Отто стал третьим в линии престолонаследия; после смерти отца, эрцгерцога Карла Людвига, в 1896 году — вторым после старшего брата.
«Красавчик Отто» (Otto der Schöne) вёл распутную жизнь. Известна история о том, как в гостинице Захер он собирался войти в дамскую комнату в пьяном виде, голый с саблей в руке. В последние годы он тяжело болел сифилисом, несколько лет провёл в Египте и умер в сильных страданиях вскоре после возвращения в Австрию, в присутствии своей последней любовницы опереточной певицы Луизы Робинсон (псевдоним: сестра Марта), своей мачехи Марии Терезы Португальской (1855—1944) и венского епископа Готфрида Маршалла. Отто похоронен в усыпальнице Габсбургов — Императорском склепе венской Капуцинеркирхе.
Экстравагантный образ жизни Отто стал причиной того, что его дядя Франц Иосиф I разрешил своему старшему племяннику Францу Фердинанду морганатический брак с сохранением статуса наследника, поскольку делать непосредственным преемником такую скандальную фигуру, как Отто, было рискованно (проекты устранить Франца Фердинанда из линии наследования появлялись с подачи министра графа Голуховского в 1890-е годы также в связи с его состоянием здоровья — у него подозревали туберкулёз). Однако оба племянника умерли при жизни дяди (Франц Фердинанд был убит в 1914 году), так что преемником императора стал его внучатый племянник — сын Отто эрцгерцог Карл.

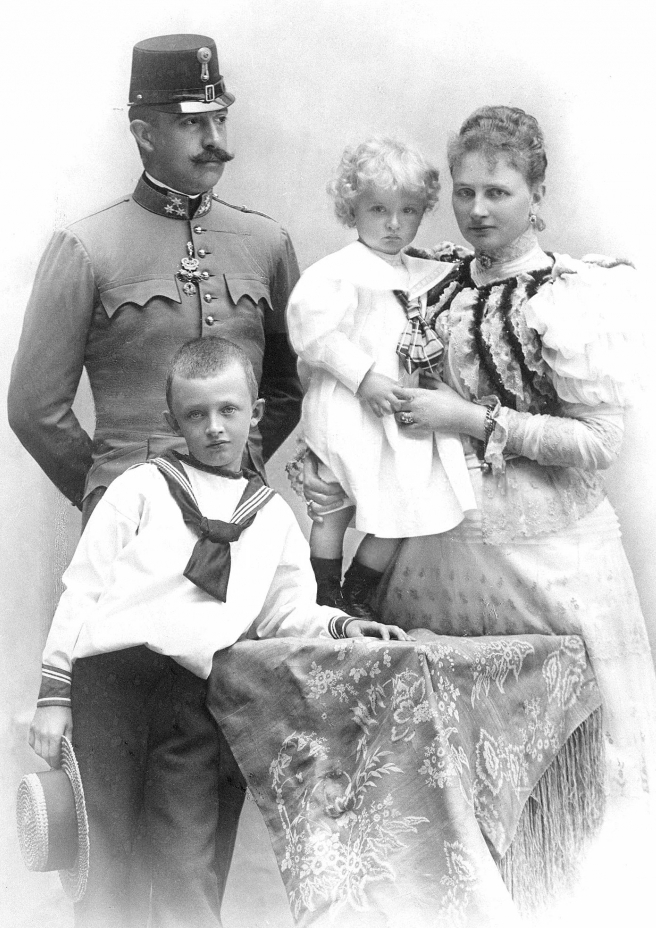
Эрцгерцог Отто с супругой и сыновьями

## Семья
2 октября 1886 года эрцгерцог Отто женился на принцессе Марии Йозефе Саксонской, дочери будущего короля Саксонии Георга. Ранее старшую сестру Марии Матильду отвергли кронпринц Рудольф и Франц Фердинанд, поэтому этот брак был заключён, чтобы улучшить отношения с саксонским домом. У Отто и саксонской принцессы родились два сына:
- эрцгерцог Карл Франц Иосиф (1887—1922; в 1916—1918 годах — император Карл I),
- эрцгерцог Максимилиан Евгений (1895—1952).

От связи с мещанкой Марией Шлайнцер у Отто был ещё внебрачный сын Альфред Иосиф (1892 — ?) и дочь Хильдегард (1894 — ?), носившие фамилию фон Гартенау.